# Tortula platyphylla
Tortula platyphylla är en bladmossart som beskrevs av Mitten 1869. Tortula platyphylla ingår i släktet tussmossor, och familjen Pottiaceae. Inga underarter finns listade i Catalogue of Life.